# Carpetana (metropolitana di Madrid)
Carpetana è una stazione della linea 6 della metropolitana di Madrid. Si trova sotto all'incrocio tra Avenida de Nuestra Señora de Valvanera e Vía Carpetana, tra i distretti Carabanchel e Latina.

## Storia
La stazione è stata inaugurata il 1º giugno 1983.
Durante gli scavi realizzati per la costruzione degli ascensori tra il 2008 e il 2009, furono portati alla luce fossili del Miocene appartenenti a diversi generi, tra cui Anchitherium, Amphicyon e Cheirogaster. Di recente sono state collocate le repliche di alcuni fossili nel vestibolo della stazione.

## Accessi
Ingresso Carpetana
- Vía Carpetana Vía Carpetana, 328 (angolo con Avenida Nuestra Señora de Valvanera)
- Ascensore Vía Carpetana, 141 (angolo con Avenida Nuestra Señora de Valvanera, 121)

Ingresso Nuestra Señora de Valvanera
- Nuestra Señora de Valvanera Vía Carpetana, 137
- Ascensore Vía Carpetana, 139